# 投入資本回報率
投入资本回报率（Return On Invested Capital，ROIC），也称「投入资本金回报率」、「投资资本回报率」。

## 计算公式
ROIC = 息税前收益（EBIT）×（1 - 税率）÷ 投入资本
- 投入资本 = 股东权益 + 有息负债 + 应付未付股利 + 股东无息借款　　
- 有息负债：短期借款、长期借款、应付利息等。